# Valentine Davies
Valentine Davies (Nova Iorque, 25 de agosto de 1905 - Malibu, 23 de julho de 1961) foi um roteirista, produtor e cineasta  estadunidense. Ele ganhou o Oscar de melhor história original em 1947 pelo filme De Ilusão Também Se Vive, e foi indicado ao Oscar de melhor roteiro original por Música e Lágrimas (1954).

## Biografia
Davies nasceu em Nova York, serviu na Guarda Costeira e se formou na Universidade de Michigan, onde desenvolveu sua habilidade de escrever com uma coluna no The Michigan Daily. Mais tarde ele mudou-se para Hollywood onde se tornou roteirista, e escreveu uma série de peças da Broadway, além de ter sido presidente da Screen Writers Guild.
Ele escreveu a história do filme De Ilusão Também Se Vive, de 1947, que foi adaptado ao cinema pelo diretor George Seaton. Davies também fez uma romantização da história, que foi publicada como um romance pela Harcourt Brace & Company em conjunto com o lançamento do filme. De Ilusão Também Se Vive lhe rendeu um Oscar de melhor história original.
De 1949 a 1950, ele serviu como presidente da Associação de Roteiristas. Ele morreu em 1961 em sua casa em Malibu, Califórnia, quando tinha 55 anos de idade. O Valentine Davies Award foi criado em 1962, no ano seguinte à sua morte, pelo Writers Guild of America em sua homenagem. Foi concedido anualmente, com exceção dos anos de 2006, 2010 e 2015.

## Filmografia
- 1961: Solteiro no Paraíso
- 1959: Começou Com um Beijo
- 1956: A Música Irresistível de Benny Goodman
- 1955: Comandos do Ar
- 1954: As Pontes de Toko-Ri
- 1954: Música e Lágrimas
- 1953: Marinheiro do Rei
- 1951: Escândalos na Riviera
- 1949: Todas as Primaveras
- 1949: Um Marido Impossível
- 1948: Nasceste para Mim
- 1947: De Ilusão Também se Vive
- 1946: Precisa-se de Maridos
- 1942: Cavalgada de Melodias